# Inchree

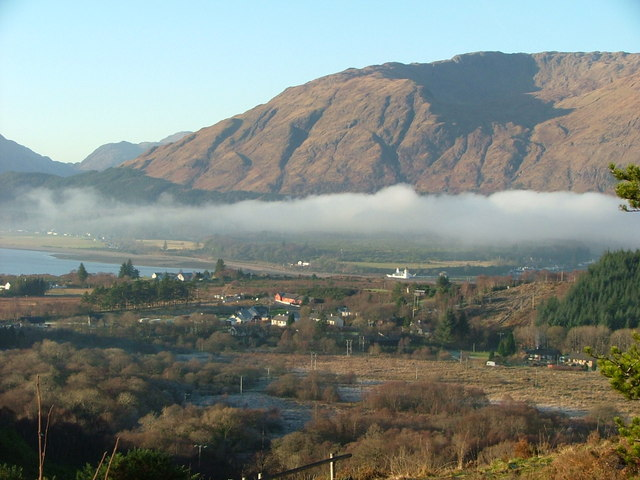
Blick über den Ort

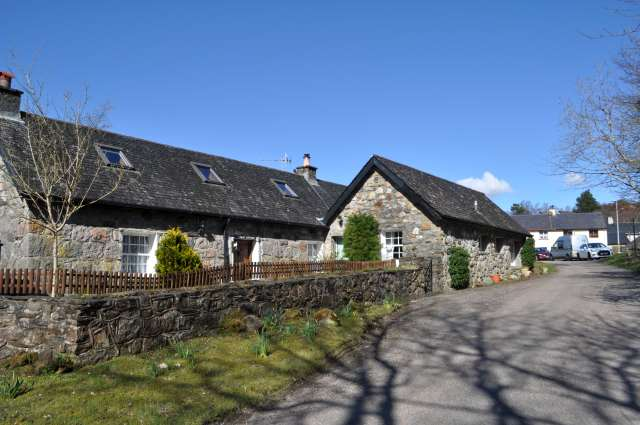
Haus in Inchree

Inchree (schottisch-gälisch Innis an Ruighe) ist eine Ortschaft, die südwestlich von Inverness in der Region Highland im Norden von Schottland liegt. Im Rahmen der historischen Gliederung Schottlands in Civil Parishes zählt es zu Kilmallie, das zu Inverness-shire gehörte.

## Geographie
Inchree liegt am nördlichen, rechten Ufer des Abhainn Righ, kurz vor dessen Mündung in den See Loch Linnhe. Das Umfeld ist ländlich ausgerichtet. In den 1980er-Jahren entstand ein neues Ortszentrum, das auf den regionalen Fremdenverkehr ausgerichtet wurde. Zu den Sehenswürdigkeiten zählen die Inchree Falls, eine Reihe von Wasserfällen südöstlich des Ortes.

## Verkehr
Verkehrstechnisch zu erreichen ist Inchree über die von Fort William nach Süden führende A82. Sie verläuft unmittelbar westlich, in Form einer Umgehungsstraße, am Ort vorbei.